# Łabędy
Łabędy [wabɛndy] (deutsch Laband) ist ein Stadtteil von Gliwice (Gleiwitz) in der Woiwodschaft Schlesien im südlichen Teil Polens – rund 270 Kilometer südwestlich der Landeshauptstadt Warschau und rund 90 Kilometer westlich von Krakau gelegen. Durch Łabędy fließen die Klodnitz sowie der Gleiwitzer Kanal, an dem sich der Labander Hafen befindet.

## Ortsteile
- Łabędy (Laband)
- Stare Łabędy (Alt Laband)
- Kuźnica
- Niepaszyce (Niepaschütz; 1936–45: Neuweide)
- Os. Literatów
- Os. Kosmonautów
- Przyszówka (Waldenau, früher Pschyschowka)

## Geschichte

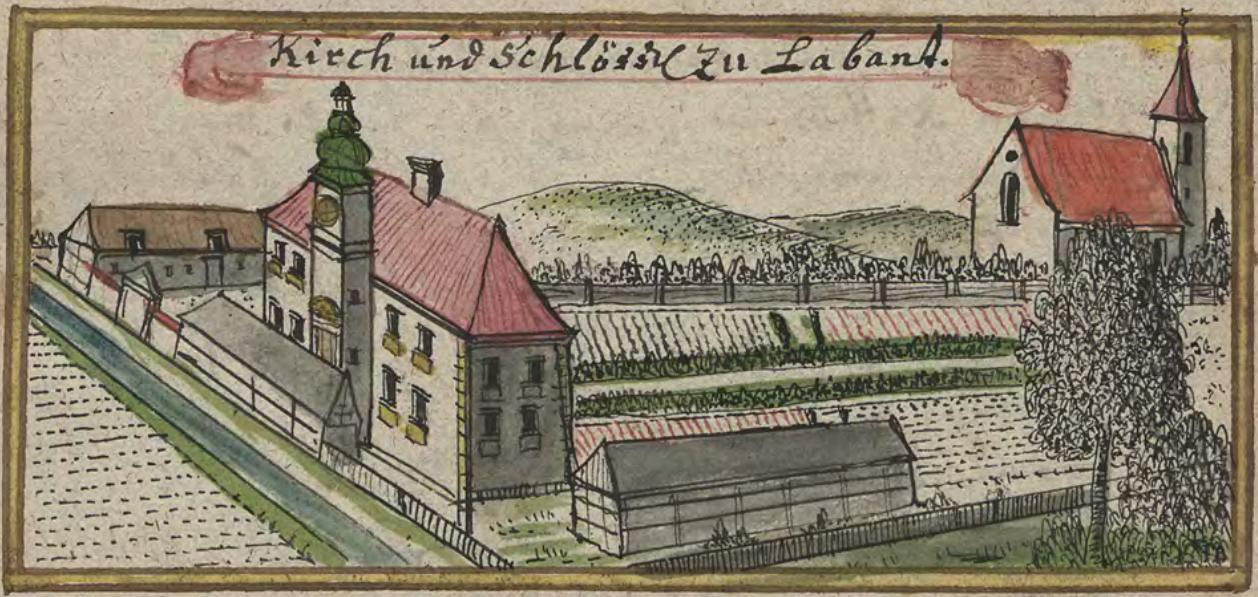
Kirche und Schloss, 18. Jhd.

Wappen

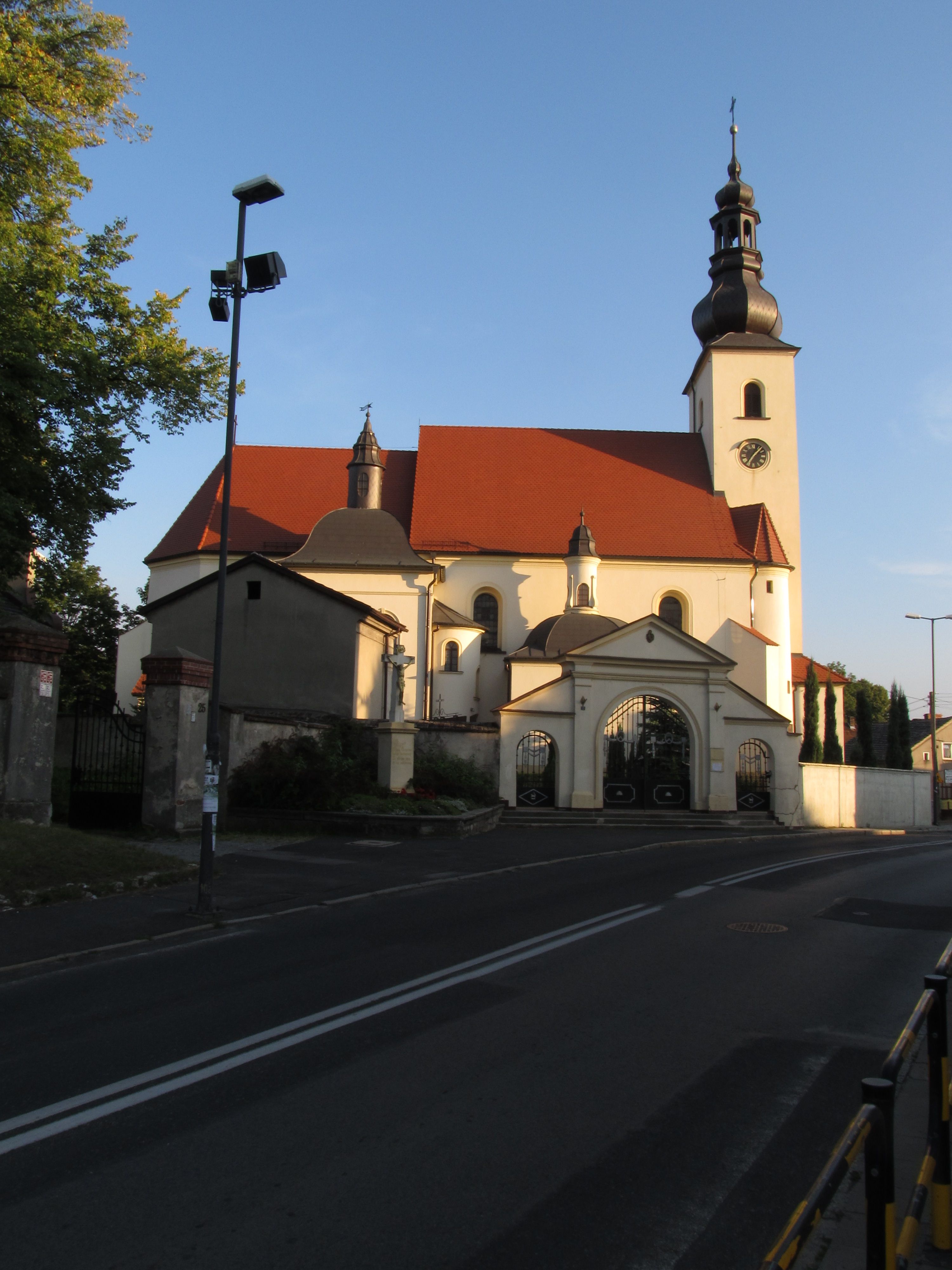
Die Mariä-Himmelfahrt-Kirche

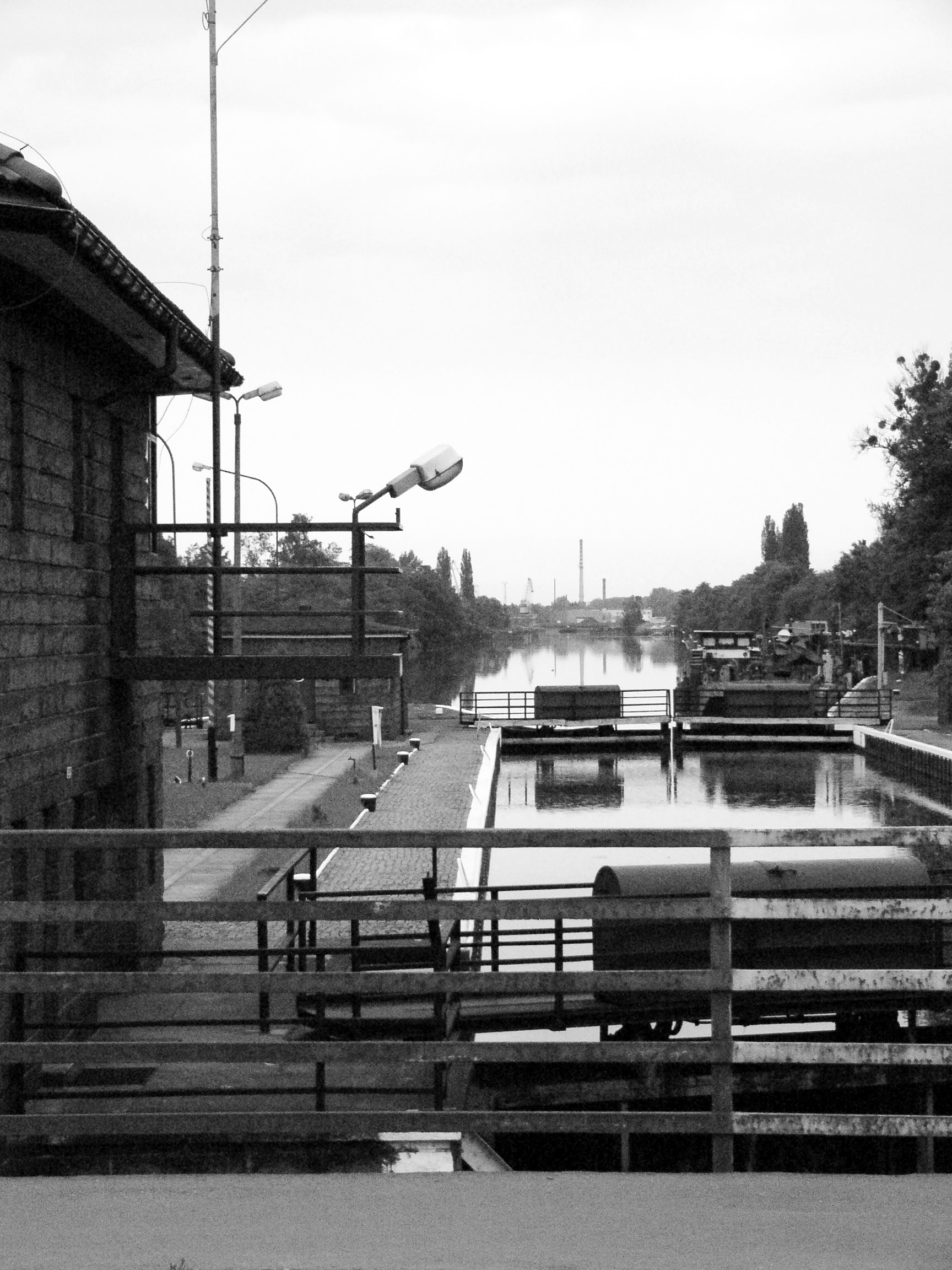
An der Labander Schleuse

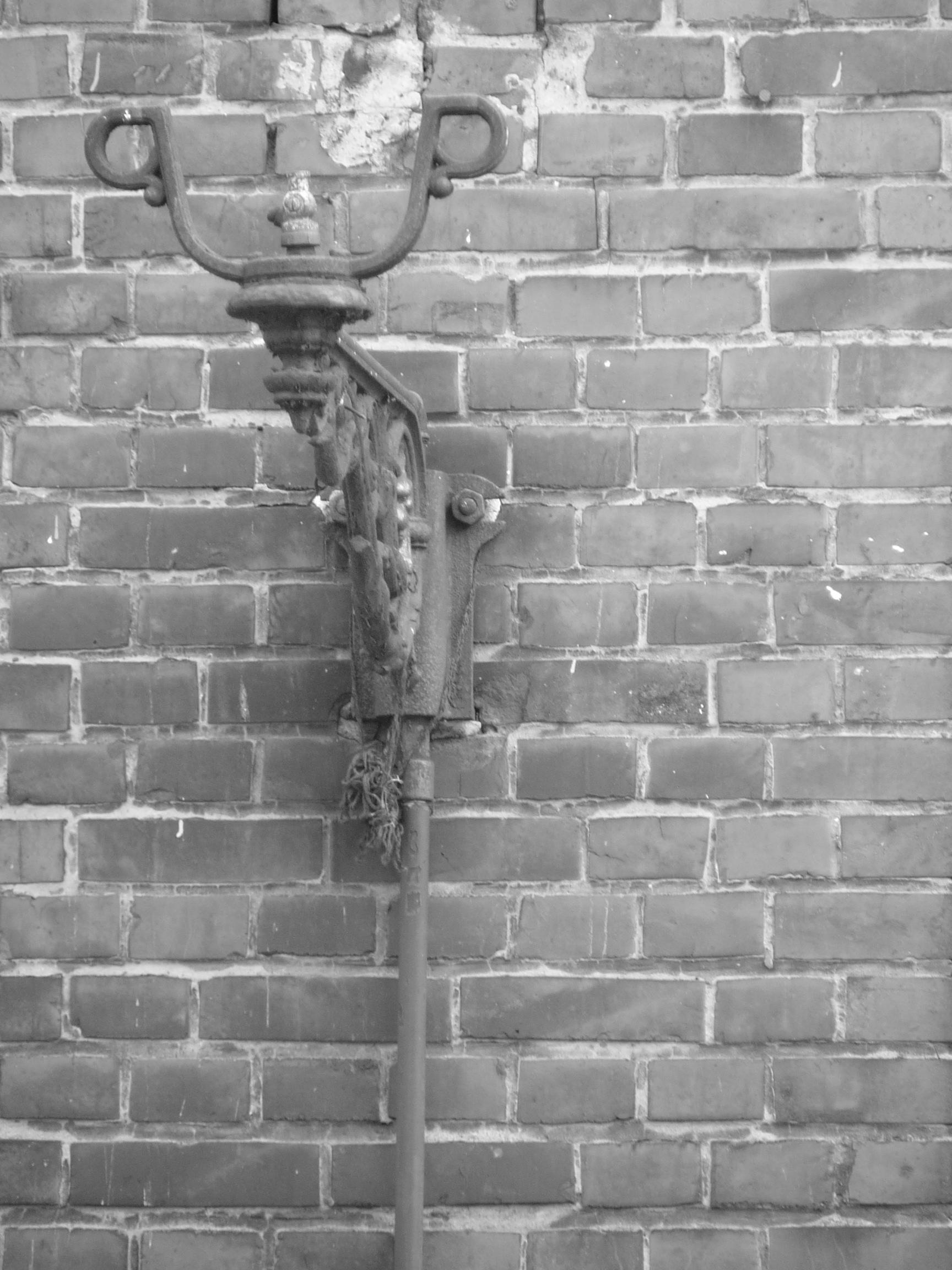
Die letzte Gaslampe von Gliwice in Łabędy

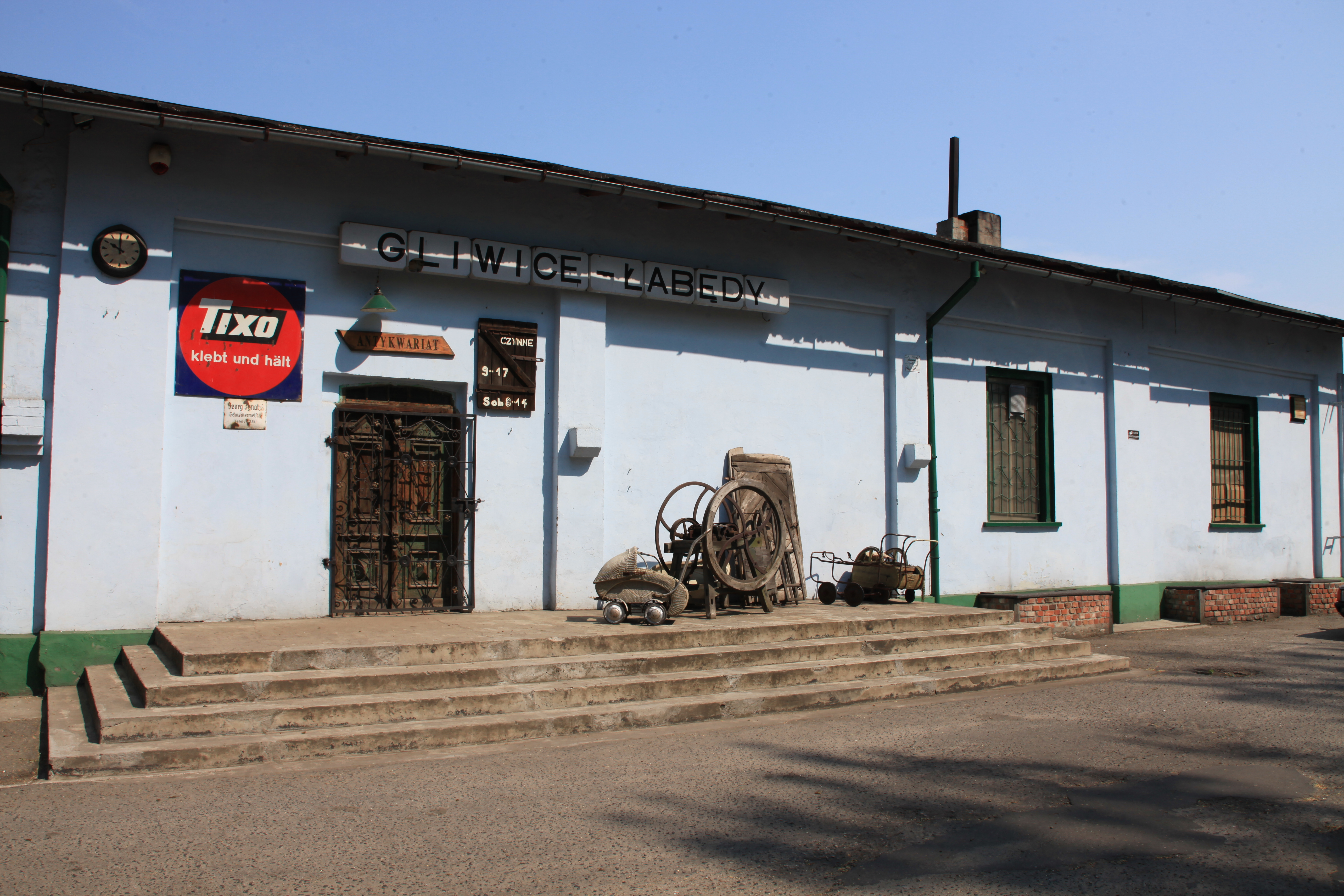
Der Bahnhof

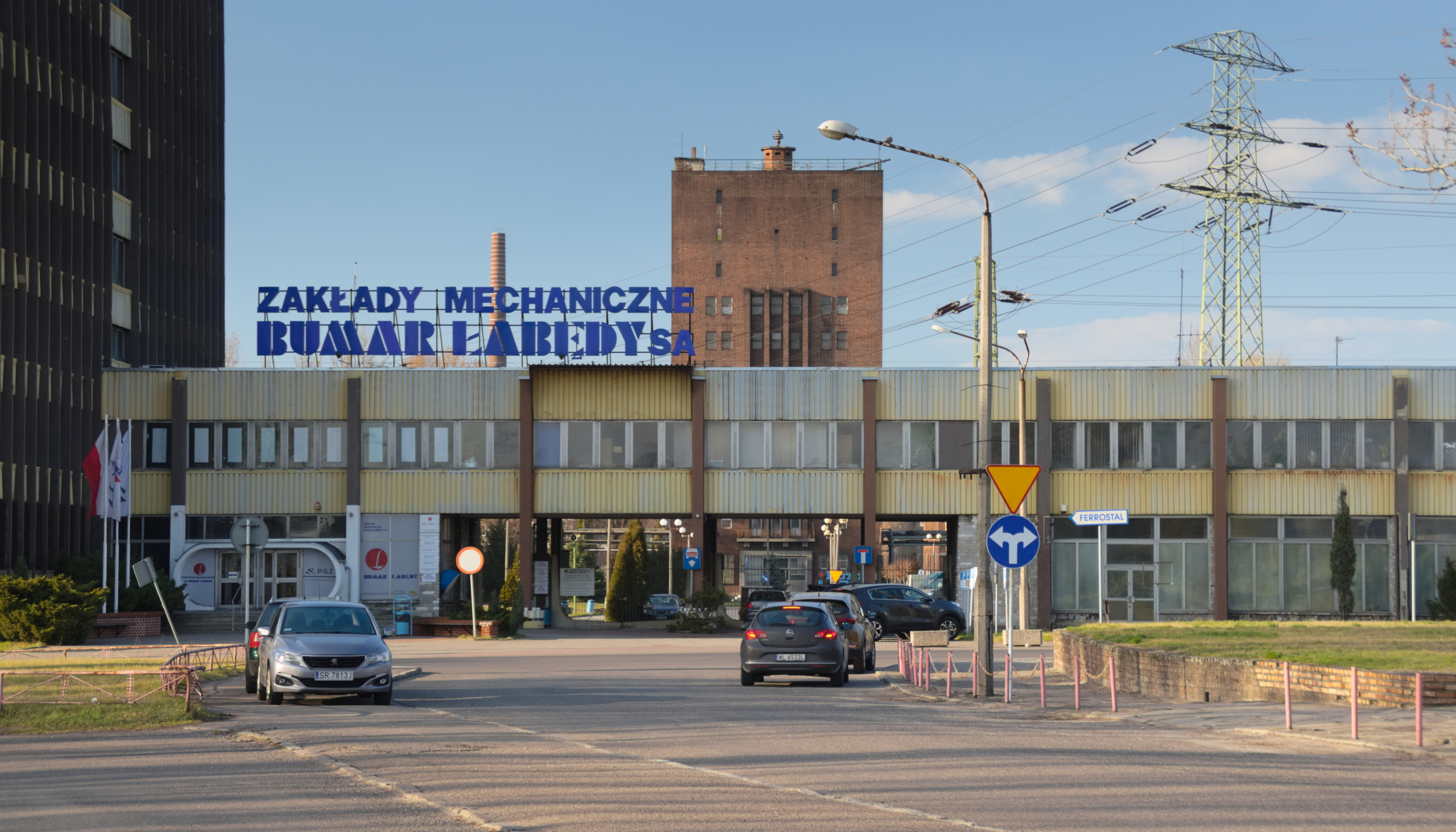
Die Firma Bumar Łabędy

Der Ort entstand spätestens im 13. Jahrhundert und wurde 1286 erstmals urkundlich als Labant erwähnt. In einem Dokument vom 24. September 1286 wird von einem Nawogius de (von) Labant gesprochen. Die Ortschaft nördlich von Gleiwitz wurde überwiegend von Töpfern bewohnt. 1295–1305 wurde der Ort im Liber fundationis episcopatus Vratislaviensis (Zehntregister des Bistums Breslau) urkundlich als „Labant“ erwähnt. 1335 wurde erstmals die Kirche erwähnt. Die Anfänge der Labander Hüttenindustrie reichen ins 15. und 16. Jahrhundert zurück, als im Ort Eisenerzvorkommen entdeckt und gefördert wurden. Aus dieser Zeit stammt auch die gotische Kirche Labands, die von 1726 bis 1819 barockisiert wurde. 1327 kam der Ort an Böhmen, wurde 1526 Teil der Habsburger Lande und kam 1742 zu Preußen.
Ein bedeutender wirtschaftlicher Aufstieg des Ortes folgte der Errichtung der Eisenhüttenindustrie seit dem Beginn des 19. Jahrhunderts. Das Wirtschaftswachstum führte zum Ausbau und zur Erneuerung kleinerer Industriewerke wie auch zur Entstehung neuer Industriezweige (Oscar Caro und Georg von Caro, die Erben der Gründer des Hüttenwerks Herminenhütte in Laband).
Der Ort wurde 1783 im Buch Beytrage zur Beschreibung von Schlesien als Laband erwähnt, lag im Landkreis Tost und hatte 232 Einwohner, ein herrschaftliches Vorwerk, 14 Bauern, 21 Gärtner, 16 Häusler und eine katholische Kirche und eine Schule. Der Ort war im Besitz des Barons von Welczeck. 1818 wurde der Ort als Laband erwähnt. 1865 bestand Laband aus einem Kirchdorf, einem Rittergut, einer Hütte und einem Bahnhof. Das Kirchdorf Laband und Labandhammer hatten zu diesem Zeitpunkt 14 Bauernstellen, 23 Gärtner, 18 Häusler, vier Wärterhäuschen, einer katholischen Pfarrkirche, eine katholische Schule, zwei Kretschams, ein Gasthaus, eine Arrende und ein von dem Freiherrn von Welczeck gestiftetem Armen-Hospital.
In den Jahren 1919–1921 erfolgten drei schlesische Aufstände. Bei der Volksabstimmung in Oberschlesien am 20. März 1921 musste die Bevölkerung über die staatliche Zugehörigkeit Oberschlesiens entscheiden. In Laband stimmten 1332 Wahlberechtigte (44,1 % der abgegebenen Stimmen) für einen Verbleib Oberschlesiens bei Deutschland, 1683 für eine Zugehörigkeit zu Polen (55,6 %), 8 Stimmen (0,3 %) waren ungültig. Die Wahlbeteiligung betrug 97,7 %. Laband verblieb nach der Teilung Oberschlesiens beim Deutschen Reich. In den 1930er Jahren entstanden neue Siedlungen. Bis 1945 befand sich der Ort im Landkreis Tost-Gleiwitz.
Am 24. Januar 1945 wurde der Ort von der Roten Armee besetzt. 1945 kam der bis dahin deutsche Ort unter polnische Verwaltung und wurde anschließend der Woiwodschaft Schlesien angeschlossen und ins polnische Łabędy umbenannt. Das sowjetische NKWD errichtete im Juli 1945 das Internierungslager Laband, ein Zwischenlager für deutsche wie auch polnischsprachige Schlesier ein. Hier wurden einige Tausend Menschen festgehalten, die dann zur Zwangsarbeit in die Sowjetunion deportiert wurden. 1950 kam der Ort zur Woiwodschaft Kattowitz. Nach dem Krieg wurden die zerstörten Industriebetriebe wiederaufgebaut und dank seiner wirtschaftlichen Entwicklung erhielt der Ort 1954 das Stadtrecht. 1959 wurde Czechowice nach Łabędy als Łabędy 3 eingemeindet. Im Jahre 1964 wurde Łabędy nach Gliwice eingemeindet. 1999 kam der Ort zur neuen Woiwodschaft Schlesien.

### Etymologie des Ortsnamens
Der Name von Łabędy und auch die deutsche Bezeichnung könnten auf dem slawischen/alt-polnischen Wort łabędź (Schwan) basieren und deutet wahrscheinlich darauf hin, dass sich auf dem Ortsgebiet früher viele Höckerschwäne aufhielten. Aber auch dem, in den nahegelegenen Steinbrüchen geförderten, weißen Gestein könnte Łabędy seinen Namen verdanken, da die lateinische Bezeichnung für einen weißen Berg „coles labentes“ lautet.

## Bauwerke und Sehenswürdigkeiten
- Die Annakirche ist eine römisch-katholische Pfarrkirche im modernen Stil und stammt vom Ende des 20. Jahrhunderts.
- Die Georgkirche ist eine römisch-katholische Pfarrkirche im modernen Stil und stammt aus der Mitte des 20. Jahrhunderts. Neben der Kirche befindet sich ein städtischer Friedhof.
- Die Mariä-Himmelfahrt-Kirche ist eine römisch-katholische Pfarrkirche. Die denkmalgeschützte Kirche im barocken Stil stammt aus dem 15. und 18. Jahrhundert.
- Die Martin-Luther-Kirche ist eine evangelische Filialkirche im neogotischen Stil und stammt aus dem frühen 20. Jahrhundert.

## Wirtschaft und Infrastruktur
Nach wie vor ist in Łabędy die Schwerindustrie von großer Bedeutung. Zu den wichtigen Betrieben des Stadtteils zählen somit ein Eisenwerk und ein Metallwalzwerk, die nach dem Stadtteil benannt sind, sowie der Rüstungsbetrieb „Bumar Łabędy S.A.“, der seit 1951 Panzer herstellt und mittlerweile zu Polski Holding Obronny gehört.

### Bildung
In Łabędy bestehen zwei Kindergärten, drei Grundschulen und zwei Mittelschulen (gimnazjum). Außerdem gibt es im Stadtteil ein bilinguales Gymnasium (liceum), in dem viele Fächer auch auf Deutsch unterrichtet werden. In Łabędy hatte früher ein Berufsschulzentrum seinen Sitz, das Bildungsangebot wird im nahen Gleiwitz und vor allem in Kattowitz durch verschiedene Hochschulen und die Schlesische Universität erweitert.

## Persönlichkeiten

### Im Ort geboren
- Gustav Johann von Welczeck (1751–1797), preußischer Landrat
- Bernhard von Welczeck (1844–1917), deutscher Diplomat und Politiker
- Johannes von Welczeck (1878–1972), deutscher Diplomat
- Rainer Pigulla (1928–2013), deutscher Schauspieler und Synchronsprecher
- Odo Klose (1932–2020), deutscher Industriedesigner und Hochschulprofessor
- Holger Pfleger (* 1944), deutscher Bauingenieur und von 1989 bis 1994 Bürgermeister von Bergisch Gladbach
- Reiner M. Sowa (* 1959), deutscher Schriftsteller

### Personen, die vor Ort gewirkt haben
- Paul Freier (* 1979), ehemaliger deutsch-polnischer Fußballspieler und heutiger -trainer, spielte von 1984 bis 1990 im Nachwuchs von ŁTS Łabędy.